# Arenales (Lara)
Pour les articles homonymes, voir Arenales.
Arenales est la capitale de la paroisse civile d'Espinoza de los Monteros de la municipalité de Torres de l'État de Lara au Venezuela.